# Пасіфік-Сіті (Орегон)
Пасіфік-Сіті (англ. Pacific City) — переписна місцевість (CDP) в США, в окрузі Тілламук штату Орегон. Населення — 1109 осіб (2020).

## Географія
Пасіфік-Сіті розташований за координатами 45°12′23″ пн. ш. 123°57′14″ зх. д. / 45.20639° пн. ш. 123.95389° зх. д. (45.206330, -123.953975).  За даними Бюро перепису населення США в 2010 році переписна місцевість мала площу 9,90 км², з яких 9,62 км² — суходіл та 0,28 км² — водойми.

## Демографія
Згідно з переписом 2010 року, у переписній місцевості мешкало 1035 осіб у 508 домогосподарствах у складі 306 родин. Густота населення становила 104 особи/км².  Було 1392 помешкання (141/км²).
Расовий склад населення:
| - 91,9 % — білих - 1,3 % — корінних американців - 0,7 % — азіатів - 0,4 % — чорних або афроамериканців - 2,2 % — осіб інших рас |

До двох чи більше рас належало 3,6 %. Частка іспаномовних становила 6,0 % від усіх жителів.
За віковим діапазоном населення розподілялося таким чином: 14,4 % — особи молодші 18 років, 55,4 % — особи у віці 18—64 років, 30,2 % — особи у віці 65 років та старші. Медіана віку мешканця становила 55,4 року. На 100 осіб жіночої статі у переписній місцевості припадало 105,0 чоловіків;  на 100 жінок у віці від 18 років та старших — 101,8 чоловіків також старших 18 років.
Середній дохід на одне домашнє господарство  становив 34 889 доларів США (медіана — 25 230), а середній дохід на одну сім'ю — 35 932 долари (медіана — 27 542). За межею бідності перебувало 31,6 % осіб, у тому числі 36,5 % дітей у віці до 18 років та 7,9 % осіб у віці 65 років та старших.
Цивільне працевлаштоване населення становило 147 осіб. Основні галузі зайнятості: роздрібна торгівля — 23,8 %, науковці, спеціалісти, менеджери — 23,8 %, освіта, охорона здоров'я та соціальна допомога — 15,6 %, сільське господарство, лісництво, риболовля — 12,2 %.